# Tosia australis
Tosia australis är en sjöstjärneart som beskrevs av Gray 1840. Tosia australis ingår i släktet Tosia och familjen ledsjöstjärnor. Inga underarter finns listade i Catalogue of Life.